# Daniele Verde
Daniele Verde (Nápoly, 1996. június 20.) olasz labdarúgó, aki 2021-től Spezia Calcio csatára.